# Drevo (film)
Drevo je slovenski igrani dramski film iz leta 2014. Režirala ga je Sonja Prosenc, za katero je to celovečerni prvenec. Film je bil slovenski predlog za kandidaturo za oskarja za tujejezični film.

### Zgodba
Družina se znajde v primežu grožnje. Njen dom in dvorišče, obdano z belim zidom, se spremenita v zapor. Mlajši sin te razmere težko sprejema. Ena od definicij te abstraktne, ciklične in brezčasne zgodbe navaja krvno maščevanje s strani družine smrtno ponesrečenega albanskega fanta, ki je padel z drevesa, kamor sta se za pogovor vzpela z Alekom, druga pa Alekova nezmožnost, da bi sprejemal pomembne življenjske odločitve ter tako odrešil sebe in bližnje. V središču zgodbe je občutek ujetosti in tesnobe pri nemočnih žrtvah. Družina govori slovensko, mama pa v pogovoru s takstistom uporablja albanščino. Modra je prevladujoča barva.

## Financiranje in produkcija
Projekt je ocenjen na 490.437 evrov. Producent je bil zavod Mono O, koproducenti pa RTV Slovenija (71.500 evrov), Staragara (Miha Černec) in Nuframe (Teo Rižnar). Film je finančno podprl tudi Slovenski filmski center (228.000 evrov). Tehnične storitve je nudil Viba film (78.170 evrov).
Film je bil posnet v 26 dneh. Stegnarjevo je Prosenčeva izbrala med pisanjem scenarija, igralca za lika njenih sinov pa na avdiciji. Producentka Rženova je na avdicijo povabila Kogovška. Prosenčeva se ni navdihovala pri antični tragediji. Ven je zmetala stvari, ki bi film naredila preveč anglosaškega. Zdelo se ji je pomembno, da film ljudje vidijo, saj so festivali zanjo le način pridobivanja bodočih koproducentov.

## Odziv pri ocenjevalcih in gledalcih

### Selektorji festivalov
Selektorji cannske sekcije Teden kritike so odgovorili, da so jim določene stvari sicer všeč, da pa je film Drevo preveč fragilen, kar pomeni, da je to art film iz male države z neznanimi ustvarjalci in producenti. Prosenčeva je glede tega povedala, da bo poskusila zvišati budžet za igralce.

### Kritiki
Peter Kolšek je pohvalil atmosfero uvodnega dela in kamero Mitje Lična, zmotilo pa ga je raztegovanje kratke zgodbe na celovečerni format. Mladeničeva smrt na koncu se mu je zdela nepotreben dodatek. Drevo je označil za prisiljen artistični izdelek za predvajanje na drugorazrednih festivalih.
Robert Kuret je za Radio Študent napisal, da je Drevo zgodba o cincanju Aleka, tipične slovenske zgube, glede skupnega življenja z dekletom Liri in odhodom od posesivne, žrtvujoče se matere. Ko se Liri in Alek primeta za roke, se namreč sliši pasji lajež, Alek se v nekem prizoru v zlikani srajci uleže poleg matere in je kaznovan za poskus intimnosti z Liri. Po Kuretovem mnenju Alekov odhod od matere torej pomeni smrt in mu preostane le to, da z njo občuje in za vedno ostane skupaj. Kureta je presenetilo, da Prosenčeva ni naredila nabuhlega prvenca o problemih svoje generacije.
The Hollywood Reporter je povedal, da je film za svoje dobro morda preveč minimalističen in bi lahko predstavljal gledalski izziv tudi za ljubitelje arthouse kinematografije.

### Obisk v kinu
Film je videlo 808 gledalcev.

## Zasedba
- Katarina Stegnar: vdova in mama Milena
- Jernej Kogovšek: starejši sin Alek
- Lukas Matija Rosas Uršič: mlajši sin Veli
- Saša Pavlin Stošić: Liri, Alekovo dekle
- Suad Fazli: Dritan, Lirijin starejši brat in Alekov najboljši prijatelj
- Osmani Valdet: taksist

## Ekipa
- fotografija: Mitja Ličen
- montaža: Miloš Kalusek
- glasba: Janez Dovč
- scenografija: Vasja Kokelj
- kostumografija: Emil Cerar
- maska: Mojca Gorogranc Petrushevska
- zvok: Julij Zornik

## Nagrade

### Festival slovenskega filma 2014
- vesna za fotografijo
- vesna za glavno vlogo
- vesna za glasbo
- nagrada slovenskih filmskih kritikov Fipresci